# Pierre-Louis Dagoty
Pour les articles homonymes, voir Dagoty.
Pierre-Louis Dagoty né le 2 juillet 1771 à Paris, ville où il est mort le 20 février 1840, est un peintre sur porcelaine français. 
Illustration de l'âge d'or de la porcelaine de Paris au début du XIXe siècle, la production de la manufacture de Dagoty se caractérise par l'élégance des formes, l'emploi des couleurs et une grande richesse. L'impératrice Joséphine couronna l'entreprise en lui accordant le titre envié de « manufacture de S.M. l'Impératrice » comme la reine Marie-Antoinette l'avait fait ailleurs en son temps.

## Biographie

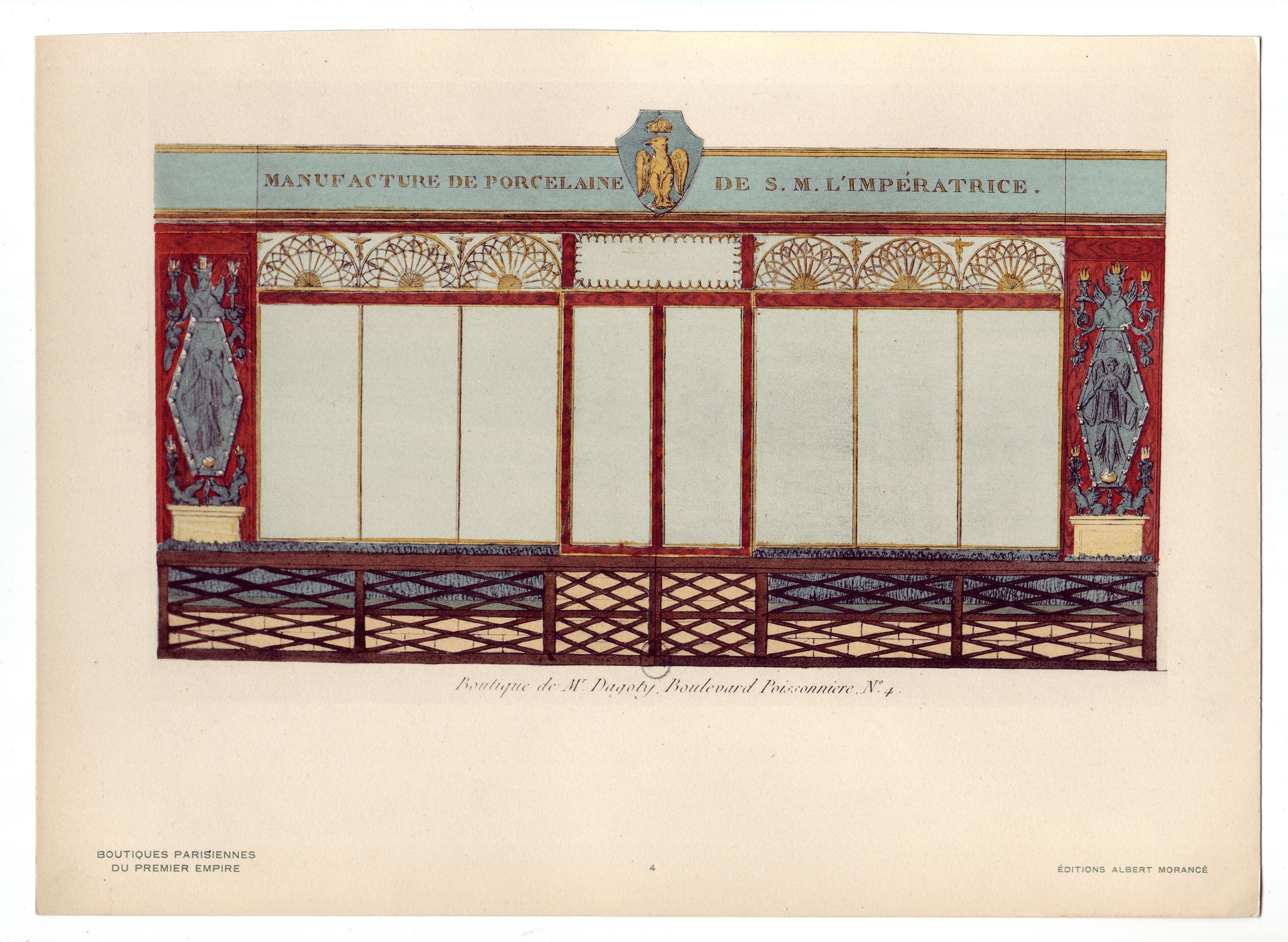
Boutique de M. Dagoty, boulevard Poissonnière no 4, gravure éditée sous le Premier Empire.

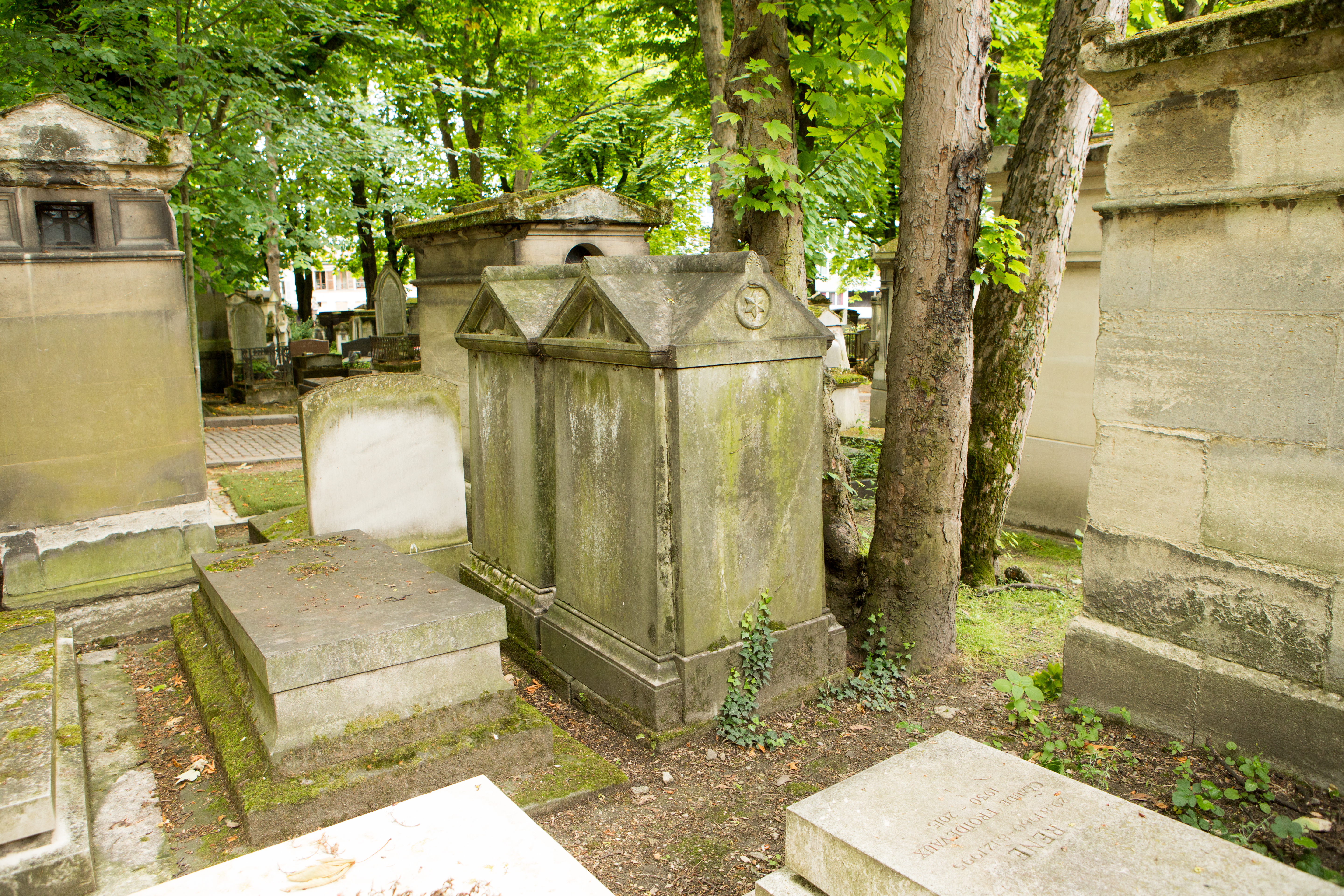
Tombe de Pierre-Louis Dagoty, Paris, cimetière du Père-Lachaise.

Pierre-Louis Dagoty est né le 2 juillet 1771 à Paris, dans une famille de peintres et de sculpteurs, dont les plus connus sont : son père, Jean-Baptiste, André Dagoty, dit « Gautier l'aîné » (1740-1786), qui fut un des nombreux peintres de la reine Marie-Antoinette ; mais aussi Jacques Gautier d'Agoty (1711-1786) qui fut un graveur de renom et contribua au succès des premières planches en couleurs (cinq couleurs), dans le dernier tiers du XVIIIe siècle.
Pierre-Louis Dagoty, devenu orphelin à l'âge de 14 ans, entre en apprentissage avec Étienne (vers 1772 - 10 octobre 1800/18 vendémiaire An IX) à la manufacture de porcelaine Dihl et Guerhard vers 1785. Leur frère Isidore (1784/1786 - avant 1800) les y suit l'âge venu mais meurt trop tôt pour participer à leur entreprise familiale. Avec l'aide de son frère Étienne jusqu'en 1800, date du décès de ce dernier, il reprend en 1798 un petit atelier de porcelaine, et se spécialise dans la peinture fine sur porcelaine. Très rapidement, les produits de la manufacture connaissent une grande notoriété, surtout lorsqu'en décembre 1804, l'impératrice Joséphine lui accorde son soutien. La manufacture prend le nom de : « Manufacture de S.M. l'Impératrice, P.L. Dagoty à Paris » (de 1804 à 1814), puis après la chute du Premier Empire, « Manufacture de S.A.R. Madame la Duchesse d'Angoulême. P.L. Dagoty » (de 1815 à 1820). Ces vignettes, peintes « au cul » de chaque objet produit, servent à la promotion de Pierre-Louis, de la Manufacture Dagoty et de ses protecteurs, mais elles montrent aussi que les régimes passent et que la qualité et la notoriété des porcelaines Dagoty ne sont pas prises en défaut, sinon les agréments impériaux ou royaux auraient été retirés immédiatement, comme il était d'usage à cette époque.
En 1810, Pierre-Louis s'associe avec un porcelainier qui possède une fabrique rue de Chevreuse à Paris, François Maurice Honoré. L'association dure jusqu'en 1819.
Après 1820, la production de Dagoty, continue seule, dans ses propres ateliers, à Paris, jusque dans les années 1823 quand Pierre-Louis se retire et revend la manufacture à Dominique Denuelle. Ce dernier donne naissance à la manufacture La Seynie, avec une production qui se délocalise définitivement sur Limoges aux alentours de 1900. Cette période relativement longue, c'est-à-dire de 1798 à 1823, explique la grande production de ces ateliers de qualité.
Il meurt le 20 février 1840 et est inhumé à Paris au cimetière du Père-Lachaise (8e division).

## Les porcelaines Dagoty
Les porcelaines Dagoty avaient une particularité que très peu de porcelainiers savaient faire[réf. nécessaire] — et une des spécialités de la maison Dihl et Gerhard —, à savoir la technique dite de « l'or épais » qui consistait à recouvrir l'intérieur des objets (des tasses, généralement) d'une épaisse couverture d'or, tandis que les décors extérieurs étaient d'une extrême richesse et variété, alternant les coloris foncés, vert Empire, et les décors à plusieurs tons d'or (brillant et/ou mat) qui faisaient de ces porcelaines des objets immédiatement reconnaissables, et qui devinrent très vite les décors de tables princières, comme la maison de Russie, la maison de Savoie, et plus tard, la table du président américain James Monroe, qui reçut le service présidentiel, dit « à aile amarante » (en 1817), conservé à Washington à la Maison-Blanche. Plus classiquement, à Paris, les frères Dagoty ouvrirent un magasin de ventes, boulevard Poissonnière, où se pressait toute la bonne société d'alors, car pour les cadeaux de naissance ou autres événements il était de bon ton d'offrir un service Dagoty ou un vase de chez Dihl et Guérhard.[réf. nécessaire]
Une autre particularité de la maison Dagoty est le catalogue exhaustif (dessiné et peint à la main) de tous les modèles qui furent exécutés par cette fabrique. Un exemplaire complet de ce catalogue est conservé à Paris au cabinet des dessins du musée des Arts décoratifs. 
Cette production continua pendant des années, même après la chute du Premier Empire. En effet, sous la Restauration, la duchesse d'Angoulême prit la relève du patronage et accorda sa protection à Dagoty.

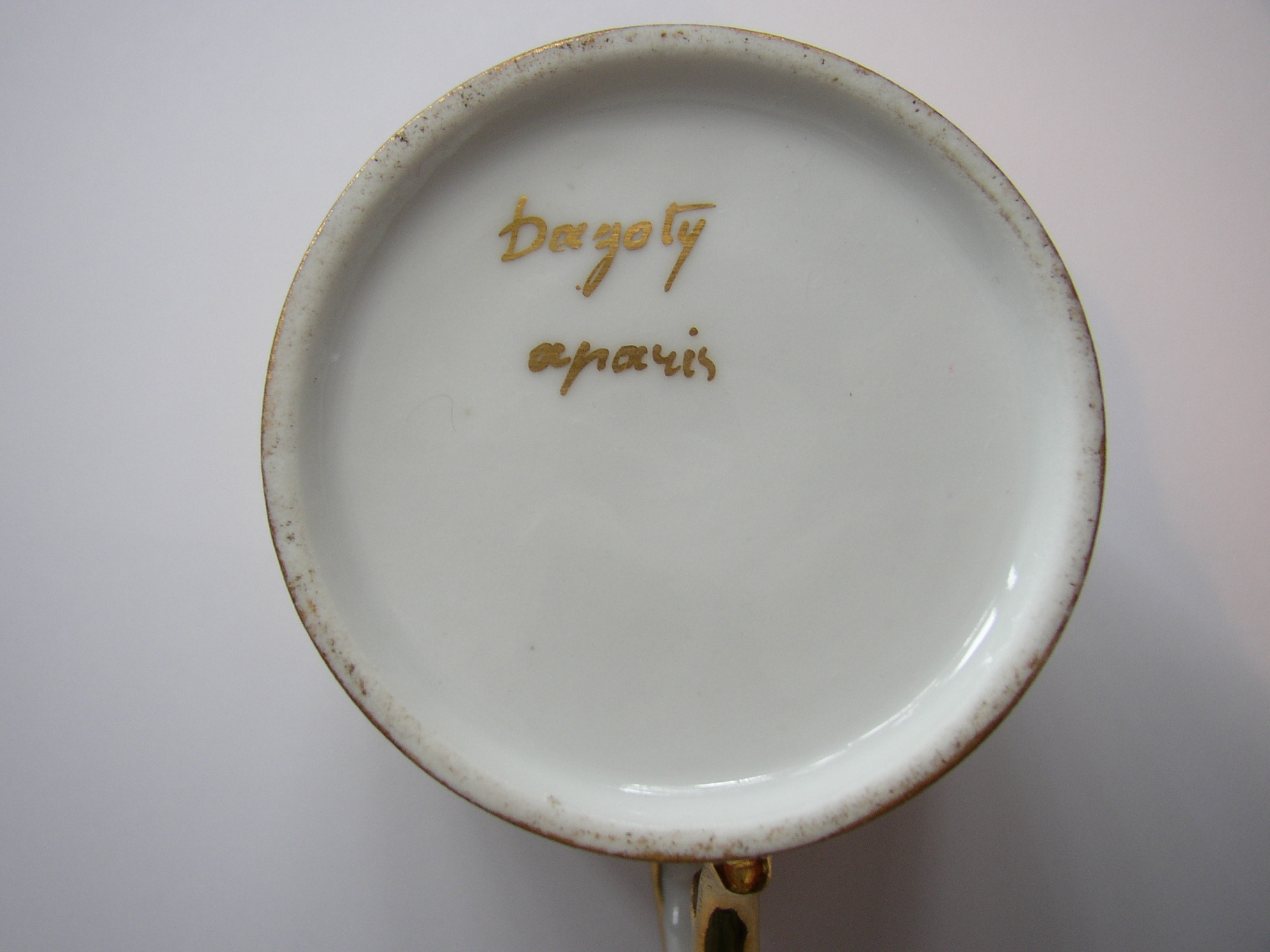
Marque de la manufacture Dagoty, avant 1804 (date de l'agrément impérial).
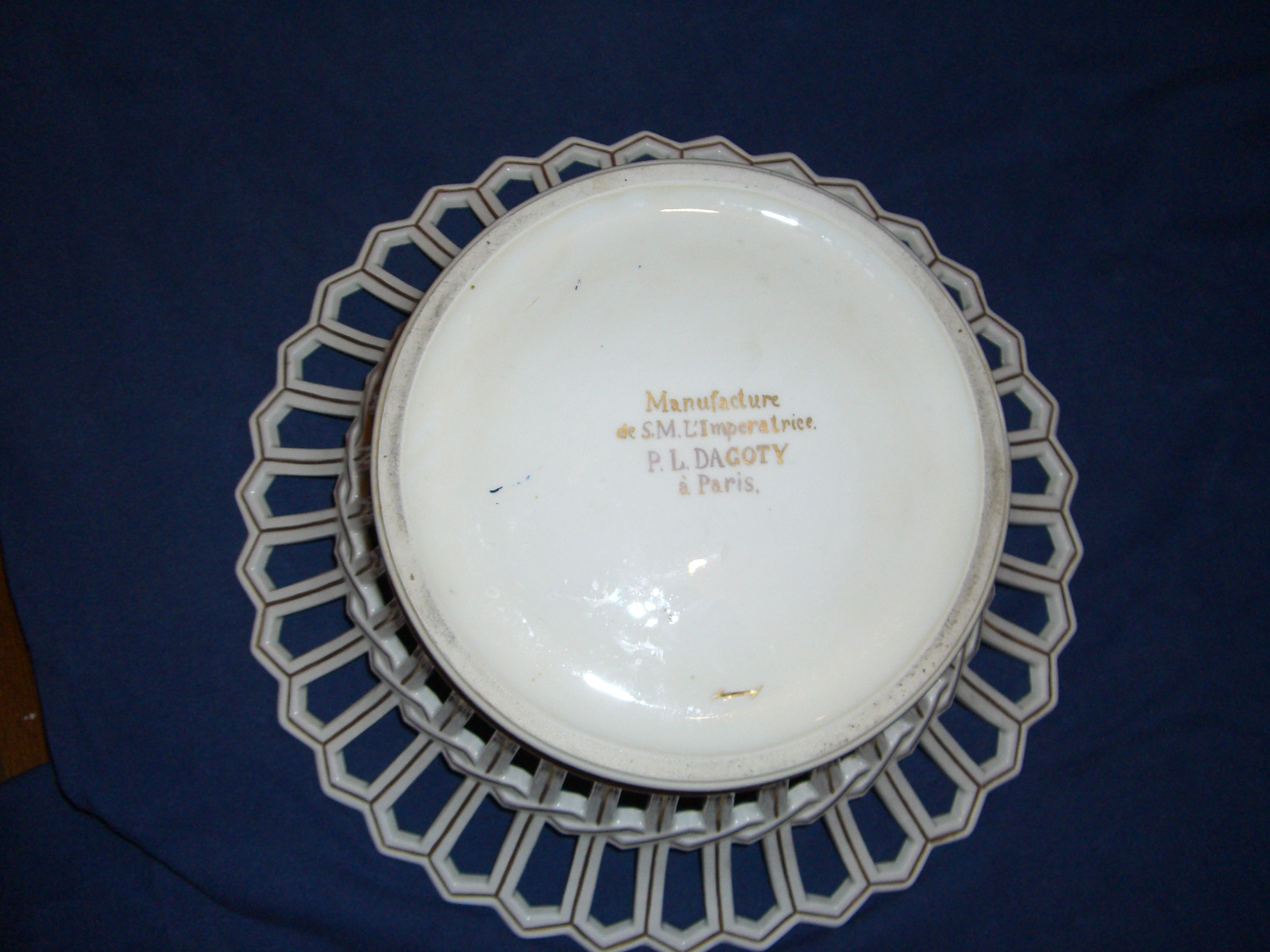
Marque de la maison Dagoty (après 1804), « Manufacture de S.M. l'Impératrice. P.L. Dagoty à Paris ».
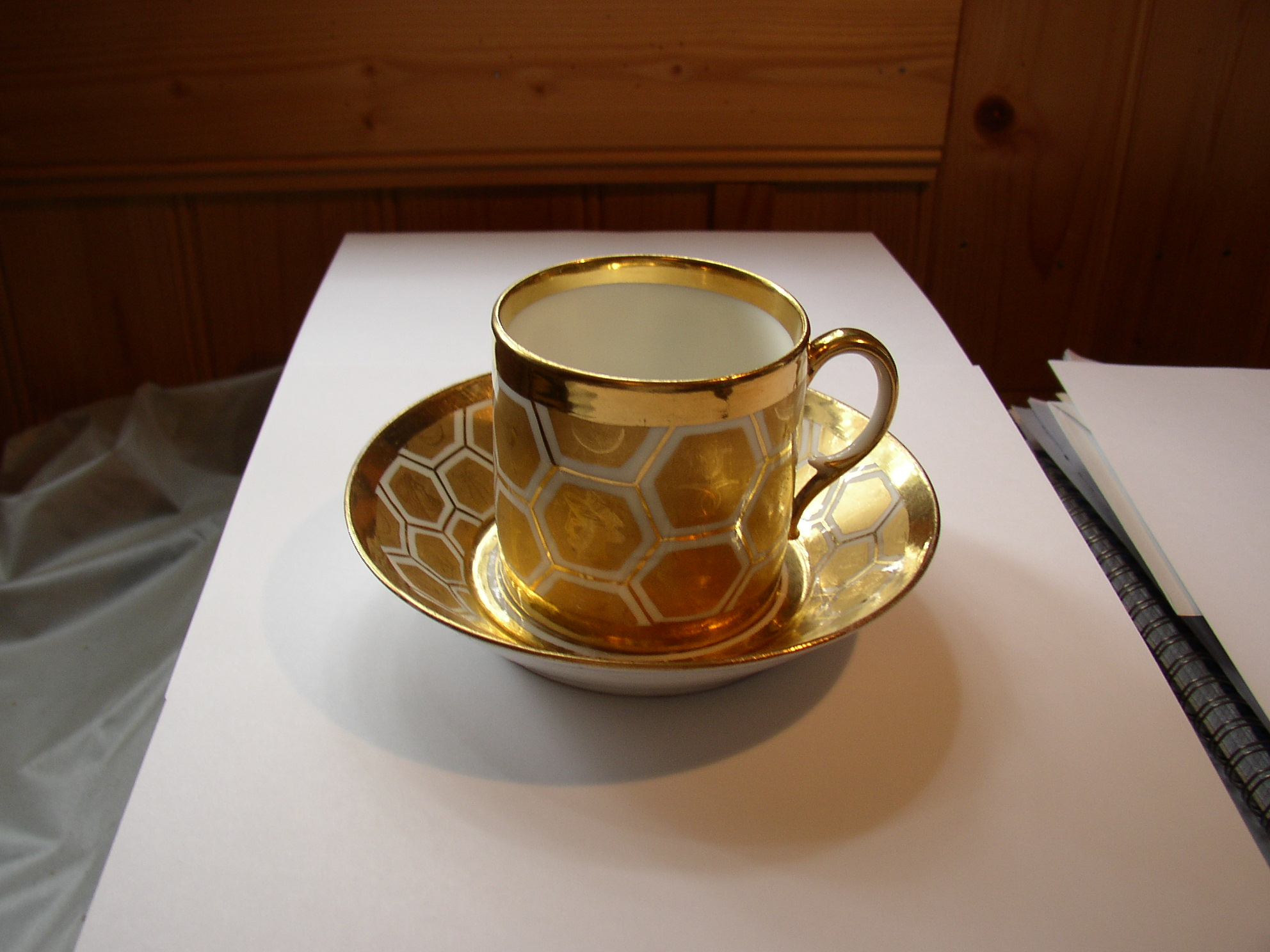
Tasse à deux tons d'or, mat et brillant (1802).
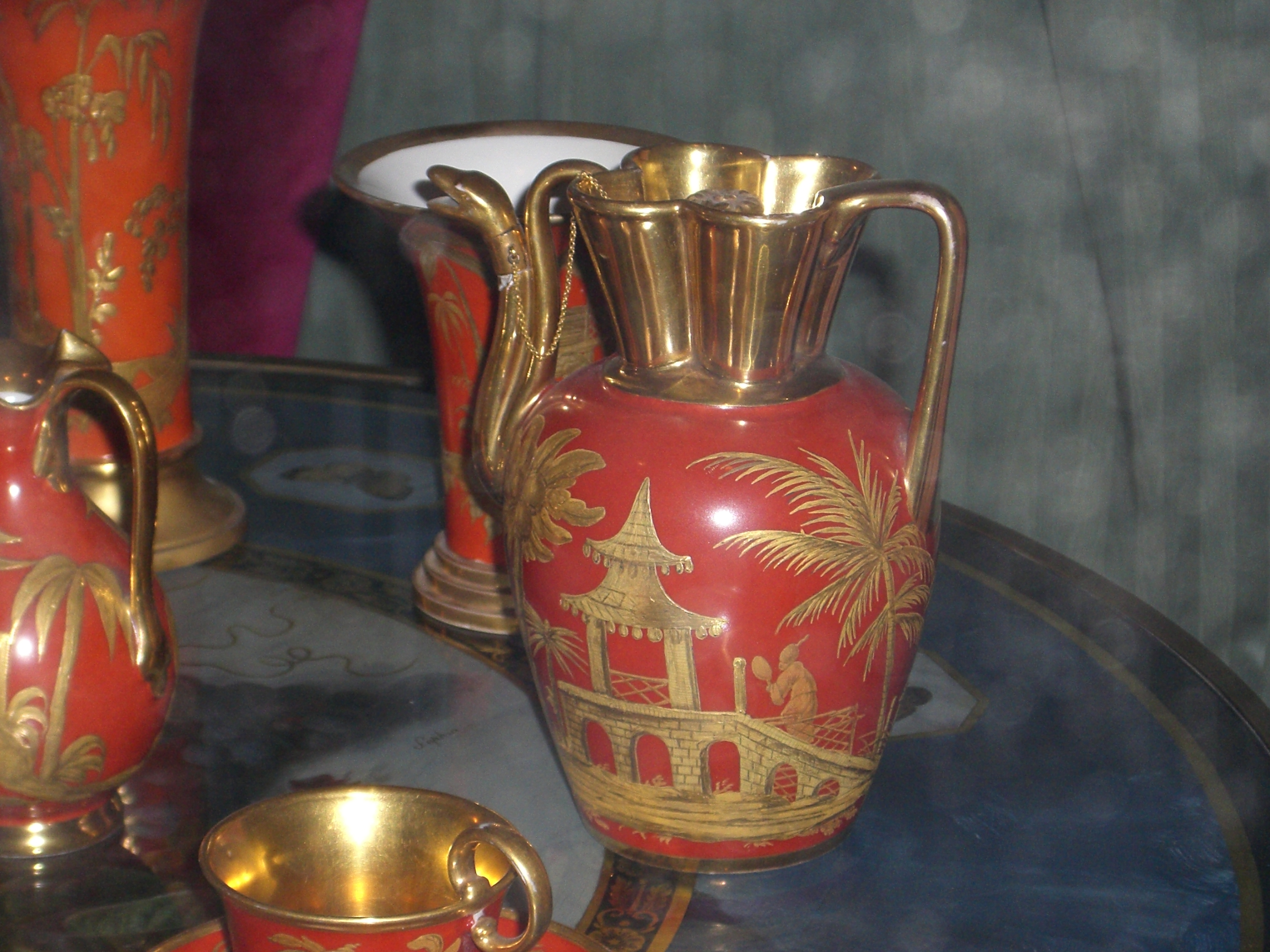
Service à thé, manière laque chinoise, dite « à la pagode » (1805).
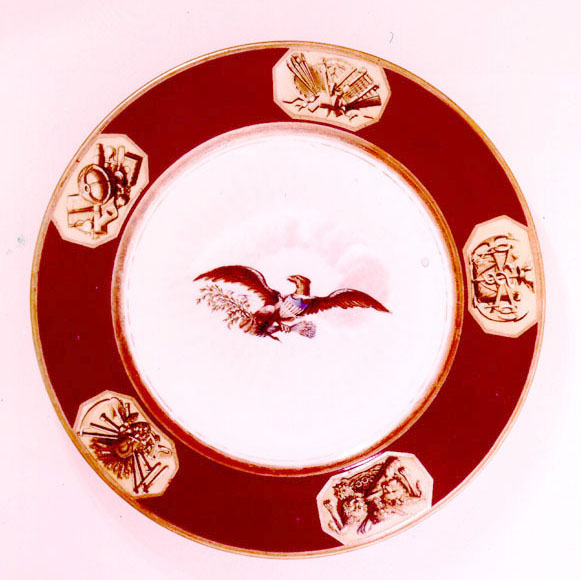
Assiette en porcelaine, service de table du président Monroe (1817).
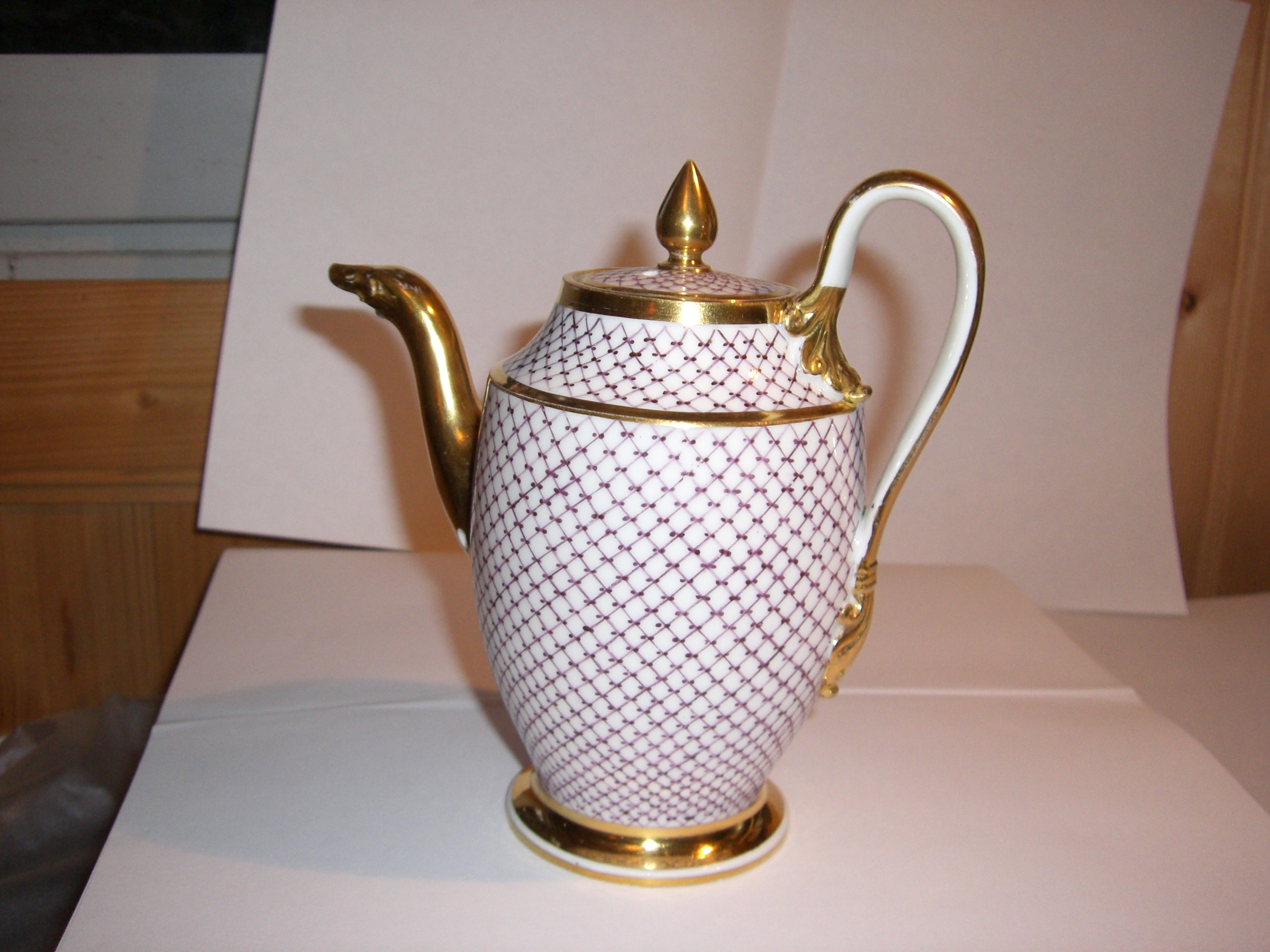
Tisanière dite « au bec d'oiseau » (1810).

## Collections publiques
Le musée national de Céramique, à Sèvres, conserve plusieurs exemplaires de vases et services Dagoty, ainsi que six panneaux peints, de thème « orientaliste », car les Dagoty ont, au début de leurs activités, réalisé des décors pour des immeubles de la capitale, ainsi que quelques rares vitraux.

## Expositions
Une importante exposition fut organisée, en 2006-2007, au château de Malmaison, avec plus de 300 pièces de la Manufacture Dagoty, dont un portrait inédit de Pierre-Louis Dagoty.